# Escudo de la República Socialista Soviética de Lituania
El emblema estatal de la República Socialista Soviética de Lituania fue adoptado en agosto de 1940 por el gobierno de la RSS de Lituania. Está basado en el emblema nacional de la URSS.

## Descripción
El emblema está compuesto por  un sol naciente, que representa el futuro del pueblo lituano, abrazados por dos haces de trigo y ramas de roble (que representan la agricultura) rodeados por una cinta roja que lleva el lema de la Unión Soviética, «¡Proletarios de todos los países, uníos!», escrito en ruso (Пролетарии всех стран, соединяйтесь!, romanizado: Stran Proletarii vsekh, soyedinyaytes!), y en lituano (Visų šalių proletarai, vienykitės!). Debajo, se encuentran escritas las iniciales <<LTSR>> ("RSSL" en lituano). La hoz y el martillo (símbolos soviéticos) se encuentran encima del sol naciente, mientras que la estrella roja con borde dorado (simbolizando el "socialismo en los cinco continentes") se encuentra en la parte superior del emblema.

## Historia
El escudo de armas fue diseñado por Vsevolodas Dobužinskis. Una versión anterior del escudo de armas, hasta 1970, tenía hojas de roble oscuro. El nuevo escudo de armas reemplazó al tradicional escudo de armas de Lituania, conocido como Vytis, que fue prohibido hasta que Lituania declaró su independencia en 1990 [cita requerida]. En noviembre de 1988, el Soviet Supremo de la República Socialista Soviética de Lituania reemplazó la bandera soviética por la bandera tricolor de Lituania y el himno soviético por Tautiška giesmė. Lituania fue la primera república soviética en restaurar sus símbolos nacionales. Sin embargo, el escudo de armas no fue restaurado. El escudo de armas tradicional de Lituania fue reconocido como símbolo nacional, pero no elevado a la categoría de escudo de armas del estado. Eso se hizo sólo en marzo de 1990, el mismo día en que Lituania declaró su independencia.

Escudo de armas de la República Socialista Soviética de Lituania (1940)
Otra versión del escudo de armas de la República